# Tribute to Chris Cornell
Tribute to Chris Cornell è l'ottavo EP del gruppo musicale statunitense Metallica, pubblicato il 9 agosto 2021 dalla Blackened Recordings.

## Descrizione
Quarta uscita legata al Vinyl Club, il disco comprende due brani tratti dal concerto tributo a Chris Cornell tenuto al The Forum di Los Angeles il 16 gennaio 2019. La copertina del 7" è stata realizzata da Jeff Ament dei Pearl Jam.

## Tracce
Lato A
1. All Your Lies (Live) – 4:18 (Chris Cornell, Kim Thayil, Hiro Yamamoto) – originariamente interpretata dai Soundgarden

Lato B
1. Head Injury (Live) – 3:09 (Chris Cornell) – originariamente interpretata dai Soundgarden

## Formazione
Hanno partecipato alle registrazioni, secondo le note di copertina:
Gruppo
- James Hetfield – chitarra, voce
- Lars Ulrich – batteria
- Kirk Hammett – chitarra
- Jason Newsted – basso

Produzione
- Greg Fidelman – produzione esecutiva
- Billy Joe Bowers – mastering
- Jeff Ament – copertina
- Herring & Herring – fotografia Metallica
- Michael Lavine – fotografia Chris Cornell
- David Turner – grafica
- Alex Tenta – layout